# Sparta Rotterdam
Sparta Rotterdam je nizozemský fotbalový klub z města Rotterdam, který sehrál velkou roli zejména v počátcích nizozemské kopané, byl vůbec prvním profesionálním fotbalovým klubem v zemi (založen 1. dubna 1888). Patří mezi 3 profesionální fotbalové kluby v Rotterdamu, dalšími jsou SBV Excelsior (založen v roce 1902) a Feyenoord (založen v roce 1908). V sezóně 2016/17 hraje první nizozemskou ligu Eredivisie.
Sparta Rotterdam hrála čtvrtfinále Poháru mistrů evropských zemí 1959/1960. Domácím hřištěm je Sparta Stadion Het Kasteel s kapacitou 11 000 míst k sezení.

## Úspěchy
- Vítěz 1. nizozemské ligy (6×): 1908/09, 1910/11, 1911/12, 1912/13, 1914/15, 1958/59 [4]
- Vítěz nizozemského fotbalového poháru (3×): 1957/58, 1961/62, 1965/66 [5]

## Výsledky v evropských pohárech
| Sezóna  | Soutěž                       | Kolo        | Soupeř                   | Skóre               |
| ------- | ---------------------------- | ----------- | ------------------------ | ------------------- |
| 1959/60 | Pohár mistrů evropských zemí | 1. kolo     | IFK Göteborg             | 3–1, 1–3, 3–1       |
|         |                              | čtvrtfinále | Glasgow Rangers          | 2–3, 1–0, 2–3       |
| 1962/63 | Pohár vítězů pohárů          | 1. kolo     | Lausanne Sports          | 0–3, 4–2            |
| 1966/67 | Pohár vítězů pohárů          | 1. kolo     | Floriana FC              | 1–1, 6–0            |
|         |                              | 2. kolo     | Servette FC              | 0–2, 1–0            |
| 1970/71 | Pohár UEFA                   | 1. kolo     | ÍA Akranes               | 6–0, 9–0            |
|         |                              | 2. kolo     | Coleraine FC             | 2–0, 2–1            |
|         |                              | 3. kolo     | FC Bayern Mnichov        | 1–2, 1–3            |
| 1971/72 | Pohár vítězů pohárů          | 1. kolo     | Levski-Spartak           | 1–1, 2–0            |
|         |                              | 2. kolo     | CZ Bělehrad              | 1–1, 1–2            |
| 1983/84 | Pohár UEFA                   | 1. kolo     | Coleraine FC             | 4–0, 1–1            |
|         |                              | 2. kolo     | FC Carl Zeiss Jena       | 3–2, 1–1            |
|         |                              | 3. kolo     | Spartak Moskva           | 1–1, 0–2            |
| 1985/86 | Pohár UEFA                   | 1. kolo     | Hamburger SV             | 2–0, 0–2 (4–3 pen.) |
|         |                              | 2. kolo     | Borussia Mönchengladbach | 1–1, 1–5            |

## Klubová hymna

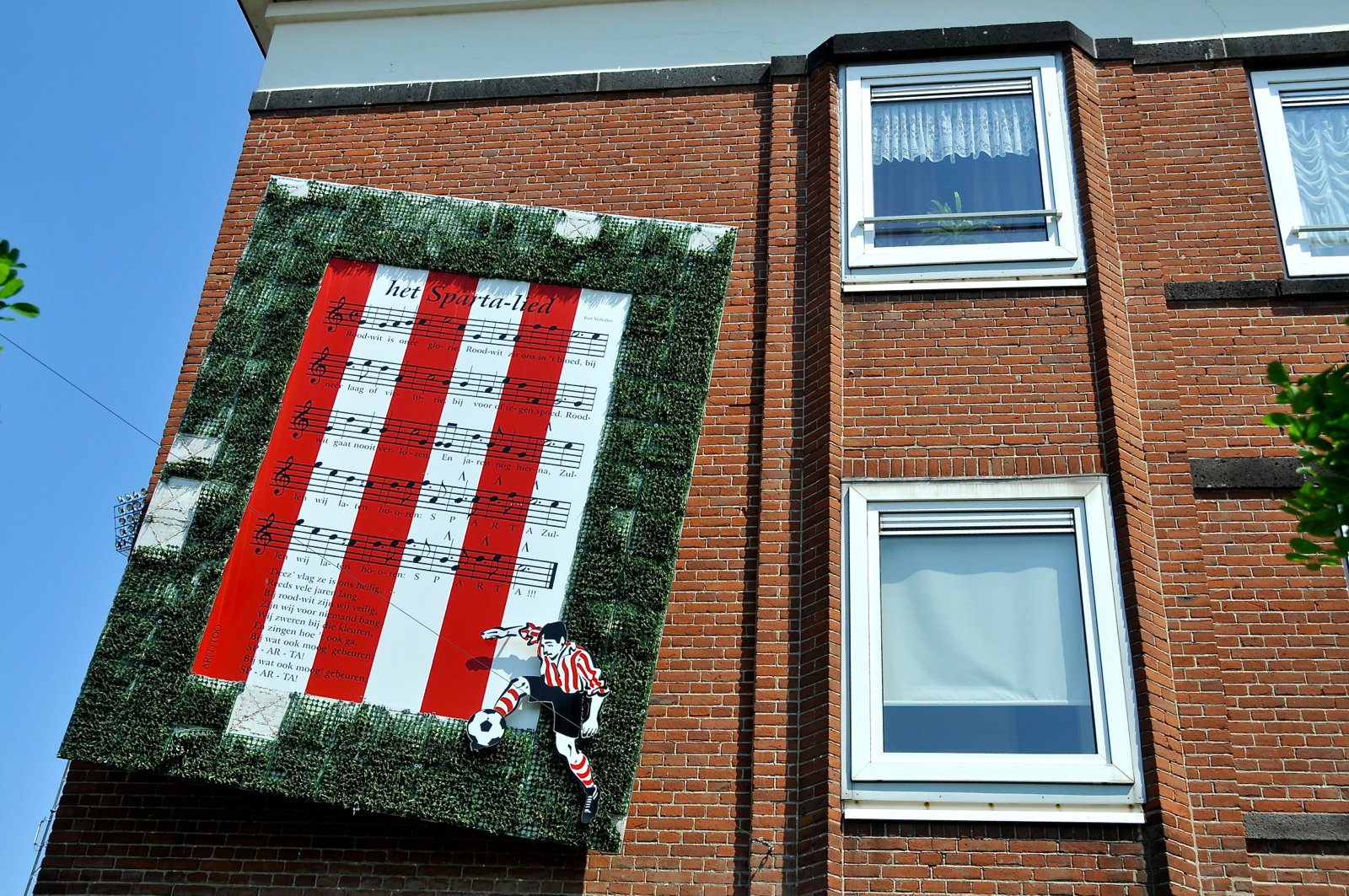
Text hymny na zdi v blízkosti dřívějšího hlavního vchodu.

Poslední verze z roku 1930:
Rood-Wit is onze glorie
Rood-Wit zit ons in ’t bloed
Bij neerlaag of victorie
In voor- of tegenspoed
Rood-Wit gaat nooit verloren
En jaren nog hierna
Zullen wij laten horen
S-P... A-R... T-A...!
Deez'vlag zij is ons heilig
Reeds tal van jaren lang
Bij Rood-Wit zijn wij veilig
Zijn wij voor niemand bang
Wij zweren bij die kleuren
En zingen hoe 't ook ga
Bij wat ook moog' gebeuren
S-P... A-R... T-A...!